# Purple Heart
Le Purple Heart (en français : cœur violet) est une médaille militaire américaine, décernée au nom du président des États-Unis, accordée aux soldats blessés ou tués au service de l'armée après le 5 avril 1917.

## Apparence
Le médaillon est un cœur de couleur violette à l'intérieur d'une bordure d'or. Un portrait de profil du général George Washington est au centre. Au-dessus du cœur se trouvent les armoiries de Washington. L'envers est un cœur en bronze gravé des mots « FOR MILITARY MERIT ». Le ruban est large de 1,375" (34,925 mm) et consiste en trois bandes: 0,125" (3,175 mm) blanc 67101; 1,125" (28,575 mm) violet 67115; et 0,125" (3,175 mm) blanc 67101.

## Histoire
Le Purple Heart originale, désignée comme le badge du Mérite Militaire, est instaurée par le général George Washington. C'est le 7 août 1782 qu'un ordre de son quartier général à Newburgh (New York), officialise la médaille. À la suite de la révolution, elle n'est plus utilisée et d'autres récompenses sont créées.
Lors du bicentenaire de l'anniversaire de George Washington (1932), le Président des États-Unis d'Amérique réinstaure le Purple Heart par décret le 22 février 1932.
Environ 500 000 Purple Heart ont été fabriquées en prévision du nombre de victimes de l'invasion du Japon lors de l'opération Downfall. Au début des années 2000, la totalité des pertes militaires américaines des 60 ans qui ont suivi la fin de la Seconde Guerre mondiale (incluant la guerre de Corée et la guerre du Viêt Nam) n'avait toujours pas excédé ce nombre. En 2003, il restait encore 120 000 de ces médailles en stock. Il en reste tellement que les unités au combat en Irak et en Afghanistan en ont sous la main pour en décerner immédiatement aux soldats tombés sur le champ de bataille.

## Critères

### Conditions d'attribution
Le Purple Heart diffère des autres médailles américaines. Les individus ne sont pas « recommandés » pour recevoir la décoration, la personne est désignée lorsqu'elle est tuée ou blessée d'une manière décrite par l'AR 600-8-22 :
1. En action contre un ennemi des États-Unis d'Amérique
2. En action avec une force armée opposante d'un pays étranger dans lequel l'armée a été ou est engagée
3. En servant aux côtés de forces étrangères amies engagées dans un conflit armé contre une force armée opposante dans laquelle les États-Unis d'Amérique ne font pas partie des belligérants
4. De l'acte d'un ennemi d'une force armée opposante
5. De l'acte d'une force étrangère hostile
6. Après le 28 mars 1973, d'une attaque terroriste internationale contre les États-Unis d'Amérique ou une nation étrangère amie des États-Unis d'Amérique, reconnue comme une telle attaque par le ministre du département concerné, ou conjointement par les ministres des départements concernés si des personnes de plus d'un département sont blessées ou tuées lors de l'attaque
7. Après le 28 mars 1973, d'opérations militaires, en servant en dehors du territoire des États-Unis d'Amérique dans le cadre d'une force de maintien de la paix.
8. Après le 7 décembre 1941, par arme à feu en étant directement engagé dans un conflit armé, quel que soit le « feu » causant la blessure.
9. En étant retenu en tant que prisonnier de guerre ou maintenu en captivité.

Une « blessure » peut toucher n'importe quelle partie du corps. Une lésion physique n'est pas nécessaire. Toutefois, la blessure pour laquelle la médaille est attribuée doit avoir nécessité un traitement d'un officiel médical. Un enregistrement des soins doit avoir été fait de manière officielle.
Les individus blessés ou tués par un « feu ami » au « cœur d'une bataille » se voient accorder le Purple Heart du moment que le projectile « ami » a été tiré avec l'intention d'infliger des dommages ou de détruire des troupes ennemies ou de l'équipement.

### Exemples d'attributions
Exemples de blessures infligées par l'ennemi qui justifie clairement l'attribution du Purple Heart sont :
1. Blessure causée par une balle, éclat d'obus ou autre projectile créé par l'ennemi.
2. Blessure causée par une mine ou un piège ennemi.
3. Blessure causée par des agents chimiques, biologiques ou nucléaire ennemis.
4. Blessure causée par un accident de véhicule ou d'avion résultant du feu ennemi.
5. Commotions causées par des explosions ennemies.

### Exemples de refus
Exemples de blessures de combat qui ne permettent pas l'attribution du Purple Heart :
1. Développer un handicap lié au service, tel que le syndrome de stress post-traumatique, des mois ou des années après avoir affronté l'ennemi en combat.
2. Souffrir de blessures environnementales dans une zone de combat, tels les gelures ou coups de soleil.
3. Être blessé lors d'une mission liée au combat sans être en contact direct avec les forces ennemies. Un exemple serait de tomber et de se casser une jambe lors d'une patrouille ou d'être blessé lors d'un accident de véhicule en zone de combat.
4. Handicap physique indirectement lié au combat avec l'ennemi. Par exemple la perte de l'audition après avoir été pilonné par de l'artillerie ennemie.
5. Une blessure au combat lorsque la personne s'abrite ou bat en retraite. Par exemple un soldat, sous le feu ennemi, saute dans un trou et se fêle un os.
6. Une blessure volontairement infligée par un autre soldat allié. Par exemple être atteint par une balle tirée délibérément par un autre soldat allié à la suite d'une rixe.
7. Être blessé par l'ennemi par négligence de son devoir. Par exemple marcher intentionnellement dans un champ marqué de mines ou s'exposer au feu dans le désir d'être blessé ou tué. Ces cas sont souvent difficiles à déterminer, la définition de négligence étant ouverte à interprétation.
8. Toute automutilation, même durant le combat avec l'ennemi. S’il est déterminé que c'est au « cœur de la bataille », comme être blessé par sa propre arme en combat à main nue, le Purple Heart peut être autorisée. Cette clause vise principalement ceux qui se blessent volontairement afin d'éviter leur devoir de combat ou cherchent à être évacués d'une zone dangereuse.